# José Manuel Ballester
José Manuel Ballester (Madrid, 1960) è un pittore e fotografo spagnolo.

## Biografia
Laureato in Belle Arti nel 1984 presso l'Università Complutense di Madrid, la sua carriera artistica inizia nella pittura con particolare interesse per la tecnica delle scuole italiana e fiamminga del XV e del XVIII secolo. A partire dal 1990, si è concentrato sulla fotografia di architettura.
Tra le sue numerose mostre, spiccano Lugares de paso (Valencia, 2003), Setting out (Nueva York, 2003), Habitación 523  (Museo Nacional Centro de Arte Reina Sofía, 2005) o Bosques de Luz (Kursaal, 2015). Collettivamente, ha esposto numerose volte ad ARCO, all'Art Institute of Chicago - Art Chicago, Art Forum Berlin in Germania e Paris Photo, tra le altre mostre. Nel 1999, 2000 e 2002 ha ricevuto il Premio Nacional de Grabado e le sue opere fanno parte delle collezioni, tra gli altri, del Museo Reina Sofía, del Marugame Hirai Museum of Spanish Contemporary Art (Giappone) e del Basque Center-Museum of Contemporary Art - ARTIUM (Vitoria).
Il Premio Nacional de Fotografía è stato assegnato dal Ministero della Cultura spagnolo nel 2010, con la seguente motivazione: «per la sua carriera personale, proveniente dalle arti plastiche e rigorosamente cristallizzato nel campo della fotografia, per la sua interpretazione unica di spazio architettonico e di luce, e per il suo eccezionale contributo al rinnovamento delle tecniche fotografiche».